# Прогресс М-12М
Прогресс М-12М — транспортный грузовой космический корабль (ТГК) серии «Прогресс», запущенный к Международной космической станции. Запуск российской ракеты-носителя «Союз-У» с ТГК «Прогресс М-12М» на МКС впервые за более чем 30-летнюю историю полётов ракет этого типа закончился неудачей. ТГК не был выведен на заданную орбиту. 44-й российский корабль снабжения МКС. Серийный номер 412.

## Цель полёта
Доставка на МКС более 2600 килограммов различных грузов, в числе которых продукты питания (стандартный продуктовый набор для космонавтов: лимоны, апельсины, зелёные яблоки, лук и чеснок), подарки, книги, картины, топливо в баках системы дозаправки, вода для системы «Родник», медицинское оборудование, бельё, средства личной гигиены, а также оборудование для научных экспериментов, проводимых на станции. Грузовой корабль также должен был доставить на МКС оборудование для американского сегмента станции, в том числе продукты питания, средства санитарно-гигиенического обеспечения.

## Авария ракеты-носителя
На 325-й секунде полёта произошло нарушение работы двигательной установки третьей ступени ракеты-носителя «Союз-У», что привело к аварийному отключению двигателя. Через несколько минут после этого с кораблём была потеряна связь — от него перестала поступать телеметрическая информация. Незадолго до потери связи было зарегистрировано падение давления в топливном баке ракеты.
Причиной нештатной работы двигательной установки (РД-0110) третьей ступени ракеты-носителя Союз-У стало уменьшение расхода горючего в газогенераторе вследствие засорения тракта его подачи. Это привело к нарушению условий работы и снижению параметров двигателя, его выключению по команде «Аварийное выключение двигателя».
РД-0110, или изделие 11Д55, производится на Воронежском механическом заводе.

## Поиски ракеты-носителя
Поиски обломков упавшего «Прогресса» шли в Горном Алтае почти две недели до 4 сентября включительно. При этом обследовались территории в Чойском, Чемальском, Турочакском и Улаганском районах. С 5 по 12 сентября поиски фрагментов «Прогресса» на Алтае были временно приостановлены, и возобновились 13 сентября 2011 года. В среду 14 сентября 2011 года были обнаружены обломки ТГК «Прогресс М-12М»: фрагмент кабеля и алюминиевый осколок (размером с ладонь, алюминиевый осколок представляет собой фрагмент контейнера с надписью «рацион питания»).
Всё, что осталось от ТГК, находится в трёх разных местах: в месте расположения села Каракокс, около Телецкого озера и на горной гряде.
В то же время, источник в ракетно-космической отрасли высказывал мнение, что обломки космического грузовика не могут обнаружить из-за того, что ТКГ полностью сгорел в атмосфере. По этой же причине в реках и почве Алтая не обнаружено следов высокотоксичного топлива гептил.

## Последствия аварии
По фактам падения ТГК и невыведения на заданную орбиту спутника «Экспресс АМ4» (выведенного на нерасчётную орбиту разгонным блоком Бриз-М после запуска на ракете-носителе Протон-М 18 августа) Генеральная прокуратура приняла решение провести проверку. Прокурору космодрома Байконур поручена проверка исполнения законодательства при производстве космических аппаратов и их запуске.
С 24 по 30 сентября 2011 года в районах предполагаемого падения обломков ТГК проведены исследования 17 проб почвы и 10 проб воды на радионуклиды. Также проведено исследование 17 проб воды, 12 проб почвы, 6 проб орехов, 10 проб ягод, 21 пробы овощей, 1 пробы фруктов из Турочакского и Чойского районов на содержание солей тяжёлых металлов. В исследованных образцах ни радионуклидов, ни солей тяжёлых металлов не обнаружено. В шести селах Турочакского района и двух селах Улаганского района проведено 675 измерений мощности гамма-излучения. Полученные результаты измерений соответствуют нормам, характерным для данных территорий.
Представитель Роспотребнадзора республики Алтай Марина Бугреева сообщила, что пробы на высокотоксичное топливо гептил забираться в регионе больше не будут. Однако исследование дикоросов на содержание в них солей тяжёлых металлов было продлено до конца года. Мониторинг самочувствия жителей республики продлён на неограниченный срок.

## Хроника полёта
- 24.08.2011, в 17:00:11 (MSK), (13:00:11 GMT) — запуск с космодрома Байконур;
- 24.08.2011 — транспортный корабль на заданную орбиту выведен не был. Полёт завершился падением предположительно в Чойском районе республики Алтай в 40-50 километрах от села Каракокша[13].

## Перечень грузов
Суммарная масса всех доставляемых грузов: 2670 кг
| Название | Масса (кг) |
| --- | ---------- |
| Топливо в баках системы дозаправки | 746        |
| Газ в баллонах средств подачи кислорода (СрПК): |            |
| Кислород | 50         |
| Вода в баках системы «Родник» | 420        |
| Топливо в КДУ для нужд МКС | 250        |
| Грузы, доставляемые в герметичном отсеке (суммарная масса — 1204 кг): |            |
| Оборудование для систем: |            |
| обеспечения газового состава (СОГС) | 11         |
| водообеспечения (СВО) | 44         |
| обеспечения теплового режима (СОТР) | 22         |
| управления бортовой аппаратурой (СУБА) | 11         |
| электропитания (СЭП) | 10         |
| Средства технического обслуживания и ремонта (СТОР) | 4          |
| Средства санитарно-гигиенического обеспечения (ССГО) | 94         |
| Средства индивидуальной защиты (СИЗ) | 17         |
| Средства освещения | 6          |
| Контейнеры с рационами питания, свежие продукты | 257        |
| Медицинское оборудование, бельё, средства личной гигиены и профилактики воздействия невесомости                                                                                               | 66         |
| Оборудование для ФГБ «Заря» | 31         |
| Оборудование для СО-1 «Пирс» | 10         |
| Оборудование для МИМ-1 «Рассвет» | 77         |
| Оборудование для научных экспериментов: «Типология», «Дрозофила-2», «Каскад», «Конъюгация», «БИФ», «ОЧБ», «АРИЛ», «Мембрана», «Асептик», «Выносливость», «Тест», «Плазменный кристалл-3 Плюс» | 38         |
| Бортдокументация, посылки для экипажа, комплект для фотоаппаратуры | 37         |
| Комплект предметов для российских членов экипажа | 32         |
| Оборудование для американского сегмента, в том числе продукты, средства санитарно-гигиенического обеспечения                                                                                  | 367        |